# Honkasaari (ö i Finland, Mellersta Finland, Keuruu, lat 62,16, long 24,68)
Honkasaari är en ö i Finland. Den ligger i sjön Keurusselkä och i kommunen Keuru i den ekonomiska regionen  Keuru ekonomiska region  och landskapet Mellersta Finland, i den södra delen av landet, 220 km norr om huvudstaden Helsingfors. Öns area är 10,6 hektar och dess största längd är 0,6 kilometer i nord-sydlig riktning.